# Ernolsheim-Bruche
Ernolsheim-Bruche (en alsacià Arelse) és un municipi francès, situat a la regió del Gran Est, al departament del Baix Rin. L'any 1999 tenia 1.688 habitants.
Forma part del cantó de Molsheim, del districte de Molsheim i de la Comunitat de comunes de la Regió de Molsheim-Mutzig.

## Demografia
| 1962 | 1968 | 1975 | 1982  | 1990  | 1999 |
| ---- | ---- | ---- | ----- | ----- | ---- |
| 591  | 704  | 838  | 1.285 | 1.583 | 937  |

## Administració
| Període | Identitat        | Partit |
| ------- | ---------------- | ------ |
| 2001-   | Michel Daeschler |        |